# Thung lũng các vị Vua

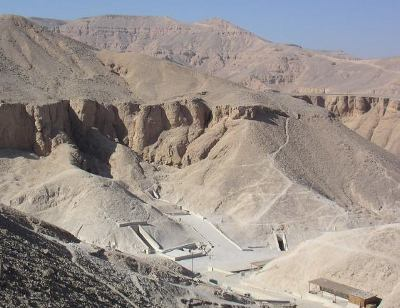
Một góc của Thung lũng các vị vua

Thung lũng các vị Vua (tiếng Ả Rập: وادي الملوك; phát âm [Wādī al Mulūk]), một số ít thường gọi là Thung lũng cổng vào các vị vua (tiếng Ả Rập: وادي ابواب الملوك Wādī Abwāb al Mulūk), là một thung lũng ở Ai Cập, trong khoảng thời gian gần 500 năm từ thế kỉ 16 đến thế kỉ 11 TCN người Ai Cập đã xây dựng tại đây nhiều lăng mộ cho các Pharaon và những viên quan Ai Cập có quyền lực lớn của thời kì Tân vương quốc (1570 – khoảng 1100 TCN). Thung lũng này tọa lạc bên bờ Tây của sông Nin, đối diện Thebes, nằm trong trung tâm của Theban Necropolis. Sông ngòi tại đây có 2 thung lũng: thung lũng phía đông (phần lớn các ngôi mộ của hoàng gia nằm tại đây) và thung lũng phía tây.
Với phát hiện vào năm 2006 về một căn phòng mới (KV63) và phát hiện năm 2008 về 2 lối vào hầm mộ thì thung lũng đã được biết đến là có 63 ngôi mộ và các phòng, kích thước của các ngôi mộ khác nhau và ngôi mộ lớn nhất được biết đến với hơn 120 phòng.Là nơi chôn cất chính những nhân vật hoàng gia chủ chốt của Ai Cập thời kì Tân vương quốc, ngoài ra nơi đây còn chôn cất những quý tộc có đặc quyền và quan lại Ai Cập. Các ngôi mộ hoàng gia được trang hoàng bởi những cảnh trong thần thoại của Ai Cập và cho chúng ta những đầu mối về tín ngưỡng và các nghi thức tang lễ của người Ai Cập cổ đại vào thời kì này. Tất cả các ngôi mộ dường như đã được mở và bị cướp từ thời xa xưa nhưng họ vẫn cho ta thấy được sự giàu có và quyền lực của những người cai trị vào thời gian này.
Khu vực này đã được các nhà khảo cổ học và Ai Cập học tập trung thăm dò vào cuối thế kỉ thứ 18, các ngôi mộ dưới lòng đất cũng như các nghi thức tang lễ của người Ai Cập cổ đại tiếp tục là đề tài hấp dẫn kích thích các nhà nghiên cứu quan tâm. Trong thời hiện đại, thung lũng này đã trở nên nổi tiếng với sự phát hiện ra lăng mộ của Tutankhamun vào năm 1922 và những tin đồn về lời nguyền của các Pharaon, từ đây Thung lũng các vị vua đã trở thành một trong những địa điểm khảo cổ nổi tiếng nhất thế giới. Năm 1979, nơi đây đã trở thành Di sản thế giới cùng với phần còn lại của Theban Necropolis. Các hoạt động thăm dò, khai quật, bảo tồn vẫn được tiếp diễn trong thung lũng và gần đây một trung tâm du lịch mới đã được mở để đón tiếp khách tham quan trên khắp thế giới.

## Địa chất

Cấu tạo địa chất của thung lũng

Khi tiền thân của biển Địa Trung hải bao phủ một khu vực nội địa rộng lớn so với ngày nay. Trong suốt thời Pleistocene, thung lũng đã được tạo thành và tách ra khỏi cao nguyên do lượng mưa ổn định. Hiện tại, lượng mưa quanh năm tại khu vực này rất ít nhưng lại thường xuyên có lũ quét tấn công thung lũng. Chất lượng của các loại đá tại thung lũng khác nhau, từ đá nhuyễn đến đá thô, tiềm năng về kiến trúc không vững. Thỉnh thoảng các lớp diệp thạch cũng gây ra nhiều khó khăn cho việc bảo tồn và xây dựng, chẳng hạn như nó mở rộng sự hiện diện của nước, tác động và làm vỡ đá vây bọc xung quanh nó. Người ta cho rằng một số ngôi mộ đã bị sửa đổi về hình dạng và kích thước, điều đó phụ thuộc vào các loại đá xây dựng mà những người thợ gặp phải.

Những nhà xây dựng đã lợi dụng các điều kiện sẵn có về địa chất khi xây dựng những lăng mộ, một số lăng mộ đã được khắc vào trong các khe đá vôi, một số khác được làm sau sườn núi hoặc ở các mũi đá nhọn được tạo ra bởi các kênh lũ cổ xưa.

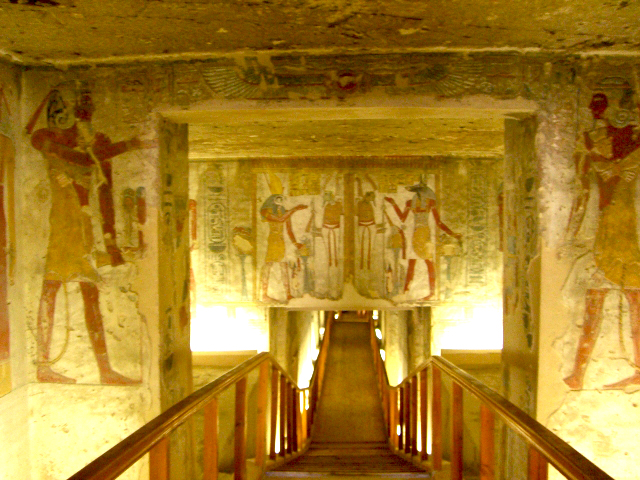
Trang trí họa tiết bên trong lối vào của một hầm mộ, phòng chôn cất

Các vấn đề về việc xây dựng các lăng mộ có thể nhận thấy được khi tiến hành xây dựng lăng mộ của Ramesses III và cha của ông ta Setnakhte. Setnakhte đã bắt đầu khai quật lăng mộ KV11, nhưng vô tình ông đã đào vào lăng mộ của Amenmesse, vì vậy các cuộc xây dựng bị ngưng lại. Khi tiến hành tìm kiếm các ngôi mộ, Ramesses III đã mở rộng khai quật các lăng mộ gần như được xây dựng lúc đầu bởi cha mình. Lăng mộ của Ramesses II được xây dựng trở về với phong cách ban đầu với một trục cong có lẽ do chất lượng của đá mà người ta đào được để xây dựng.
Giữa năm 1998 và năm 2002, dự án nghiên cứu các lăng tẩm Amarna nhằm mục đích nghiên cứu các tầng của thung lũng bằng cách sử dụng radar để quét mặt đất và xâm nhập vào phía dưới.

## Lịch sử thăm dò tại Thung lũng các vị Vua
Danh sách trong danh sách lăng mộ ở Thung lũng các vị Vua cung cấp một danh sách tất cả các ngôi mộ đã được khám phá và khai quật tại Thung lũng các vị vua cùng với tên của các nhà Ai Cập học đã khai quật chúng. Nhưng trước khi người hiện đại biết và tiến hành khai quật các ngôi mộ tại thung lũng này thì vào năm 57 TCN, một nhà sử gia của Hy Lạp là Diodorus Siculus đã có những bài viết về các ngôi mộ trong Thung lũng của các vị vua. Những ngôi mộ cũng đã được những người Hy Lạp và người La Mã viếng thăm, họ cũng để lại những chữ viết trên tường của các ngôi mộ bằng tiếng Hy Lạp và tiếng Latinh mà đến tân hôm nay chúng ta cũng có thể nhìn thấy. Các tài liệu tiếp theo về Thung lũng các vị vua được viết bởi một linh mục dòng Tên là Claude Sicard (1677-1726), người đã khám phá Thung lũng các vị vua và giữa năm 1708-1712. Một bức địa đồ về 18 ngôi mộ ở Thung lũng các vị vua đã được vẽ bởi một tu sĩ người Anh là Richard Pococke (1704-1765) vào năm 1734. James Bruce (1730 - 1794) một nhà Ai Cập học người Scotland đã khai quật ngôi mộ của vua Ramses III vào năm 1769. Năm 1798, Napoleon Bonaparte dẫn đầu một chiến dịch quân sự vào Ai Cập. Người Pháp đã ở Ai Cập trong 3 năm, khi đó họ nghiên cứu các công trình kiến trúc và lịch sử của Ai Cập cổ đại. Phát hiện của Rosetta Stone đã khiến nhiều người quan tâm đến nền văn minh Ai Cập cổ đại và các cuộc khai quật bắt đầu được tiến hành tại thung lũng. Thung lũng các vị vua được viếng thăm bởi nhiều nhà Ai Cập học đáng chú ý như: Giovanni Battista Belzoni, James Burton, John Gardiner Wilkinson, Jean-Fracois Champollion, Robert Hay, Victor Loret và Howard Carter.

## Cướp mộ
Hầu như tất cả các ngôi mộ đã bị lục soát. Một số giấy cói đã được tìm thấy đều mô tả những thử thách của những tên cướp mộ. Những lần bị cướp chủ yếu là từ cuối Vương triều 20. Một trong số đó, giấy cói Papyrus Mayer B, mô tả các vụ cướp mộ của vị vua Ramesses VI và có lẽ được viết vào năm thứ chín của đời Ramesses IX.

## Những ngôi mộ
Có 65 ngôi mộ đã được phát hiện tại Thung lũng các vị Vua. Tuy nhiên, những ngôi mộ không chỉ thuộc về các vị Pharaon, chỉ có 24 ngôi mộ trong thung lũng là các ngôi mộ của hoàng gia, 38 ngôi mộ còn lại là của các quan chức có quyền lực trong triều đình, quý tộc và cả động vật.

## Thứ tự đánh số được sử dụng cho các ngôi mộ trong thung lũng
John Gardiner Wilkinson (1797-1875) được chỉ định thực hiện hệ thống số thứ tự cho những ngôi mộ được tìm thấy trong Thung lũng các vị vua. Tên của tất cả các ngôi mộ được đánh số và chú thích vị trí của từng ngôi mộ như sau:
- KV (ví dụ như KV35): là thung lũng các Vua.
- QV (ví dụ QV66): là lăng mộ của Nerfertari tại Thung lũng các Hoàng hậu.
- WV (ví dụ WV23): là lăng mộ của Pharaon Ay tại thung lũng phía Tây.
- TT (ví dụ TT320): là lăng mộ có nhiều nhánh.....

## Các ngôi mộ trong Thung lũng các vị Vua

### Một số ngôi mộ nổi bật
- KV5: ngôi mộ một vài người con trai của Ramses II có 120 phòng và nó được biết đến như là ngôi mộ lớn nhất trong Thung lũng các vị vua. Hiện nay, công tác khai quật vẫn đang được tiến hành ở KV5.
- KV17: ngôi mộ của Seti I hay còn gọi là Belzoni.
- KV35: ban đầu là ngôi mộ của Amenhotep II nhưng sau đó có thêm các xác ướp khác.
- KV46: lăng mộ của quý tộc Yuya và Tjuyu, người ta tin 2 người này là cha mẹ của hoàng hậu Tiye.
- KV50/KV51/KV52 – ngôi mộ của những con thú: các ngôi mộ này được dùng để chôn cất động vật như chó, mèo, khỉ.
- KV56: lăng mộ chứa vàng, tên của người cư ngụ là không rõ.
- KV62: lăng mộ của vị Vua trẻ tuổi, Tutankhamun.
- KV63: là nơi để thực hiện công việc ướp xác.

## Hình ảnh

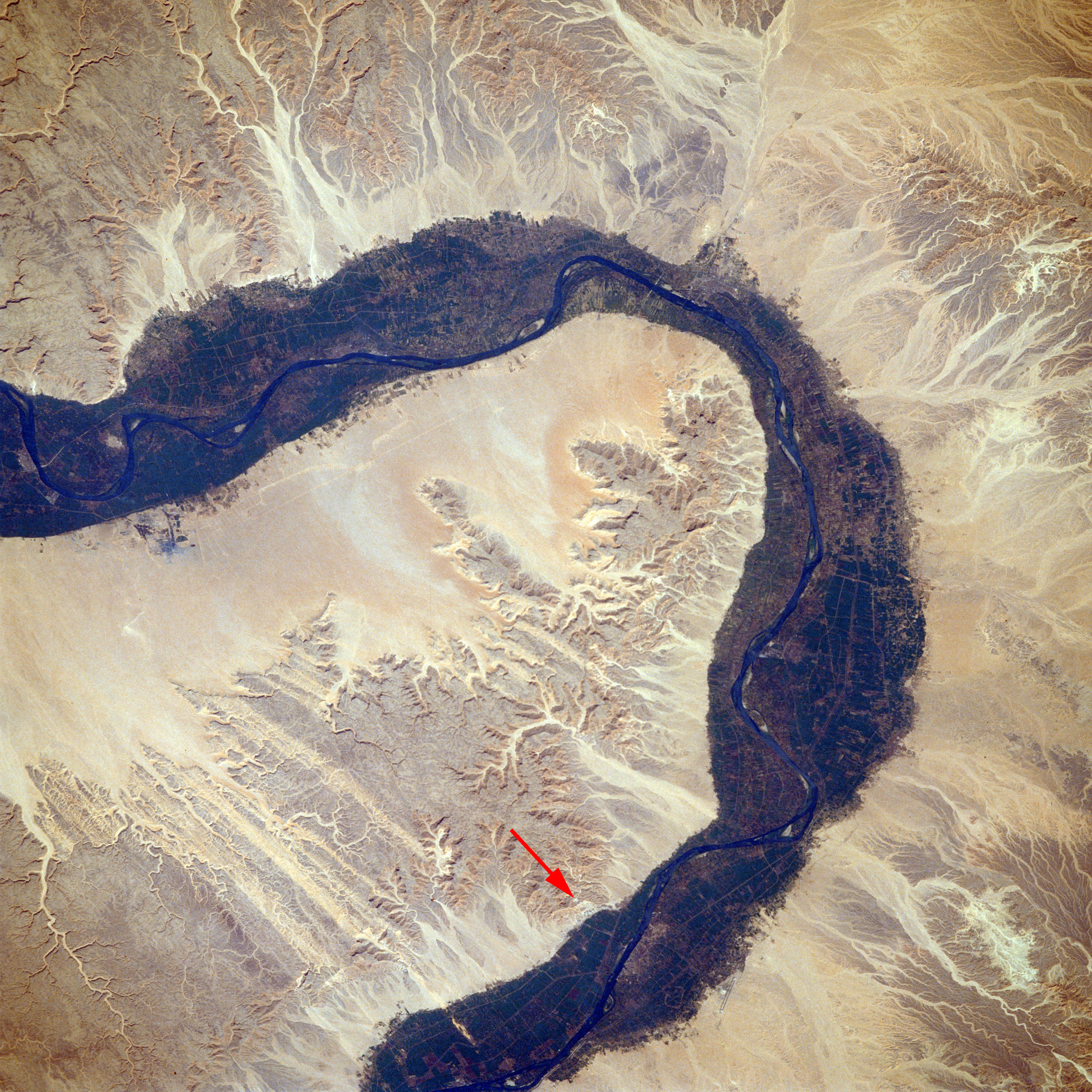
Vị trí của thung lũng
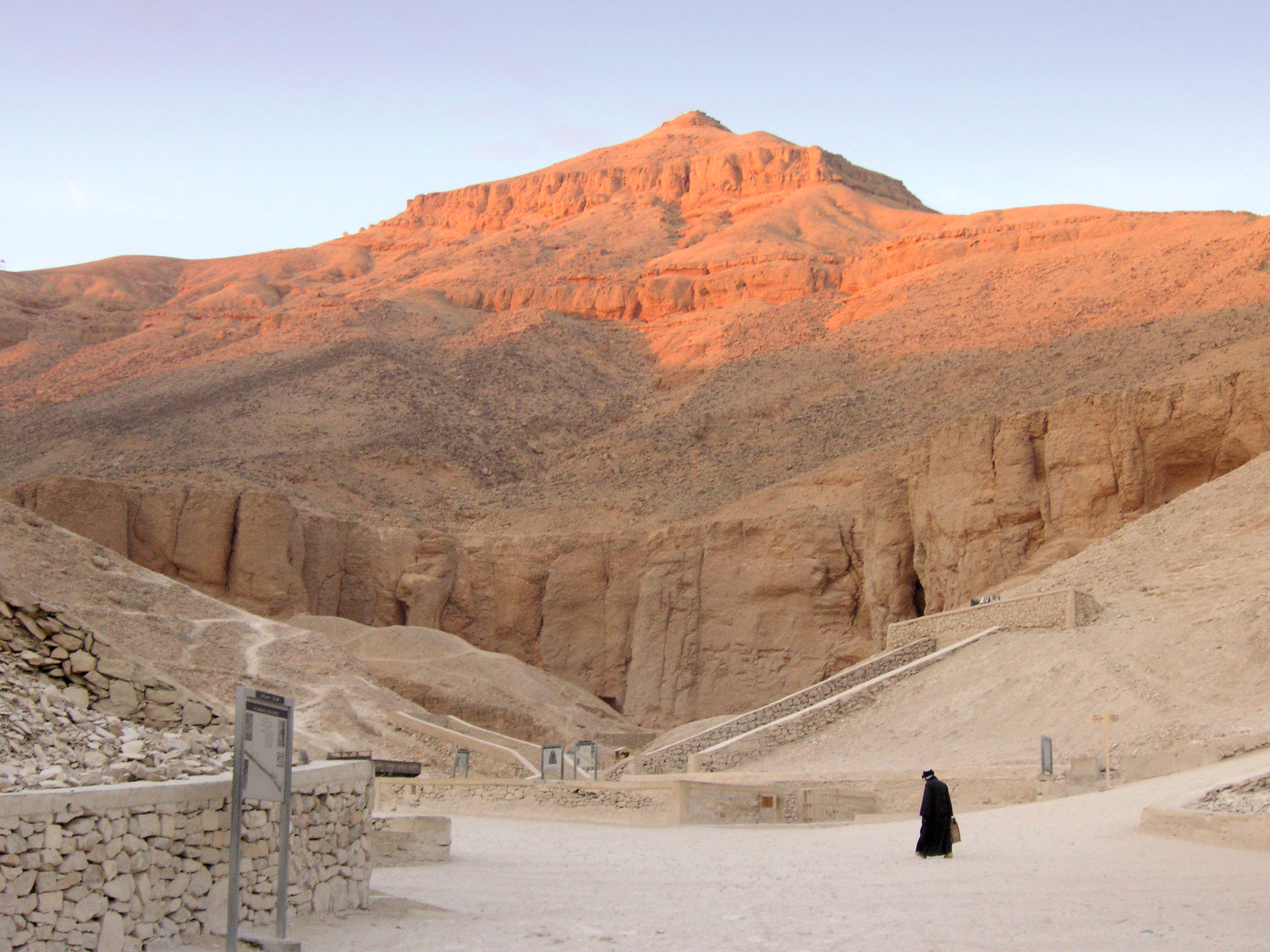
Ngọn đồi al-Qurn
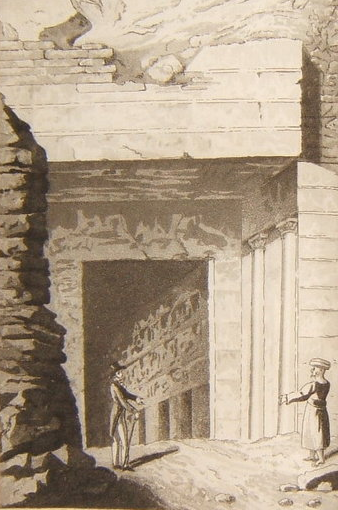
Bên trong một ngôi mộ hoàng gia
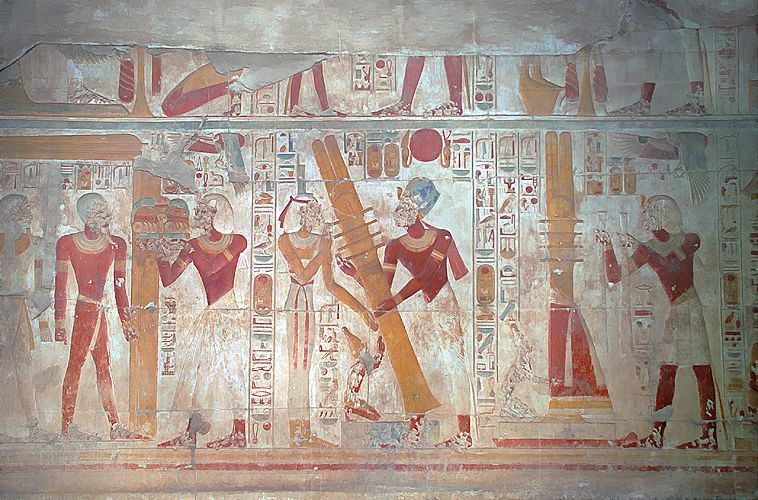
Họa tiết bên trong mộ của Seti I
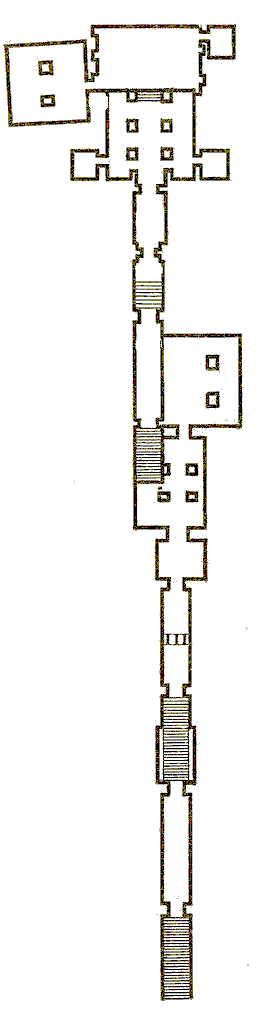
Một mô hình ngôi mộ điển hình
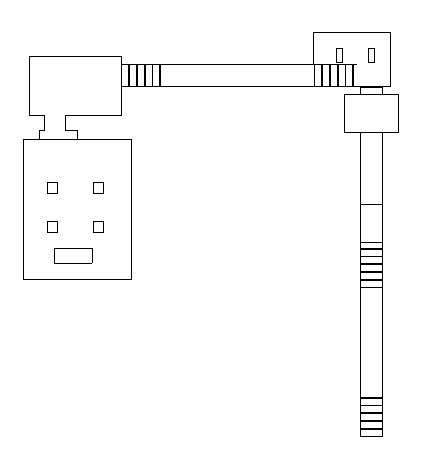
Cấu trúc điển hình của ngôi mộ của Vương triều 18 sớm
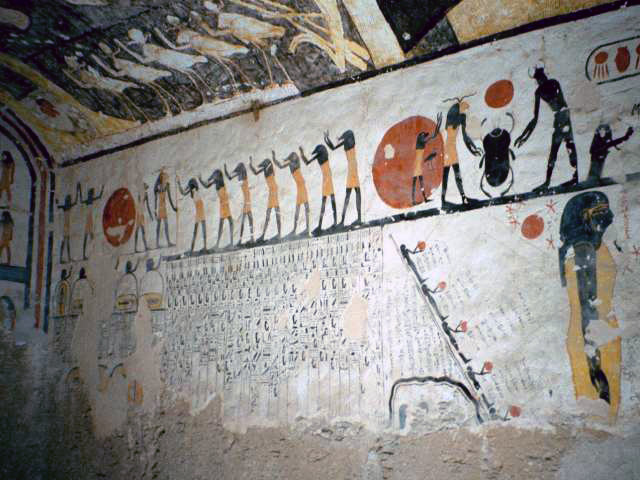
Họa tiết trên tường ở KV6
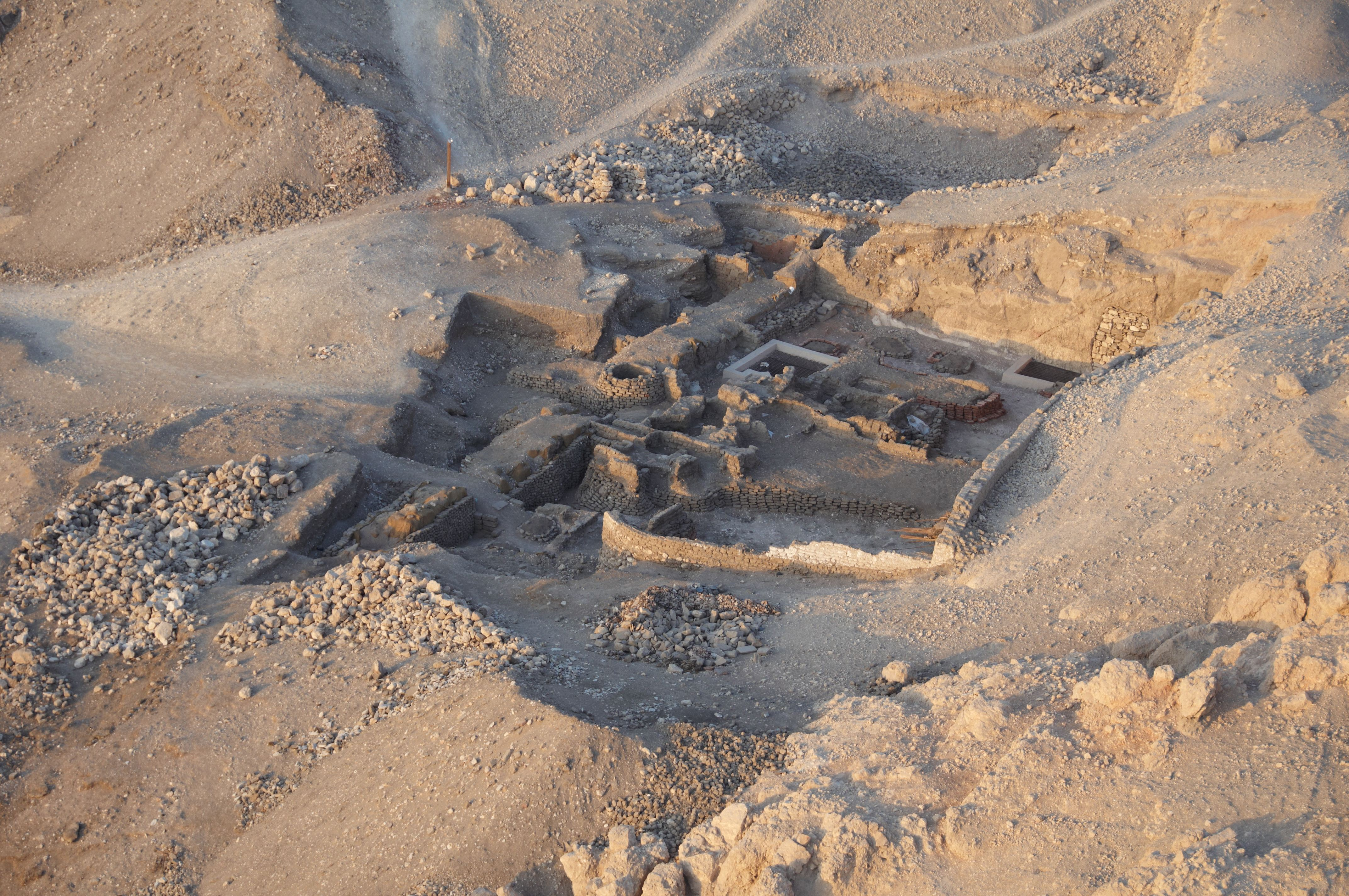
Một góc thung lũng